# Rogelio Jove y Bravo
 José María Rogelio Jove y Suárez-Bravo (Oviedo,  16 de septiembre de 1851 - ibídem, 17 de abril de 1927)  fue un abogado, catedrático y periodista español oriundo del Principado de Asturias.

## Biografía
Jove y Bravo nace en Oviedo siendo hijo del conocido compositor Alejandro Jove y Puerta. Realiza sus estudios en la ciudad y se licencia en Derecho Civil y Canónico en 1870 en la Universidad de Oviedo y en 1874 obtiene el doctorado por la Universidad Central de Madrid. Una vez finalizada la carrera entra a trabajar de funcionario en la diputación provincial a la vez que comienza a ejercer la abogacía.
El 5 de octubre de 1879 motivado por la controversia provocada por la tala del Carbayón funda el Diario El Carbayón junto a los hermanos tipógrafos Laruelo. Es nombrado director cargo que ocupó durante veintidós años. 
En 1887 obtiene la cátedra de Derecho Político y Administrativo puesto que mantendrá hasta 1921. Participó en la conferencia que impartía la Extensión Universitaria por toda Asturias.
Su hijo fue José María Jove y Canella, médico y escritor.
Fue uno de los integrantes del Grupo de Oviedo.
Durante la dictadura de Miguel Primo de Rivera ocupó los cargos de presidente de la Diputación provincial de Asturias, de la Unión Patriótica y del Centro Diocesano de Oviedo. Fue también miembro de la Real Academia de la Historia, Bellas Artes y Comisión Provincial de Monumentos y consejero de Instrucción Pública.

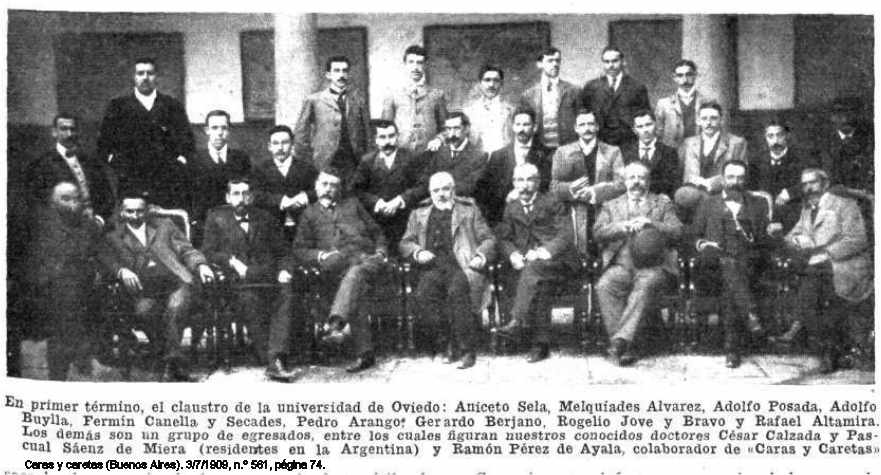
Universidad de Oviedo, 1909 Rogelio Jove y Bravo el segundo sentado a la derecha.

## Obra
Durante su juventud escribe poesía y se interesa por el mundo periodístico  así empieza a realizar colaboraciones con El Faro Asturiano, Revista Ovetense, Joven Asturias o El Eco de Avilés entre otros. Para estas colaboraciones usaba dos seudónimos, El Bachiller Arnaldo y con más frecuencia Luis de Carmen. Sus inquietudes periodísticas culminan con la fundación en su juventud del periódico El Apolo.
Durante su época fue conocido sobre todo como escritor, con tratados sobre temas jurídicos, conferencias, monografías de carácter histórico y numerosas colaboraciones en la prensa.